# Tomas Nydahl
Tomas Nydahl (Linköping, 21 maart 1968) is een Zweeds voormalig tennisser.

## Carrière
Nydahl maakte zijn profdebuut in 1987 en speelde zijn eerste ATP-finale in 1989 aan de zijde van Jörgen Windahl maar verloor deze tegen het Spaanse Sergio Casal en Javier Sánchez. Nydahl stond nog tweemaal in de finale van een ATP-toernooi maar verloor beiden. Hij won daarnaast zeven challengers in het enkelspel en zes in het dubbelspel.

## Palmares
| Legenda                       | Legenda               |
| ----------------------------- | --------------------- |
| Grand Slam                    |                       |
| Olympische Spelen             |                       |
| tot 2009                      | vanaf 2009            |
| Tennis Masters Cup            | ATP Finals            |
| ATP Masters Series            | ATP Tour Masters 1000 |
| ATP International Series Gold | ATP Tour 500          |
| ATP International Series      | ATP Tour 250          |

### Enkelspel
| Nr.                  | Datum             | Toernooi  | Ondergrond | Tegenstander in finale | Score         | Details |
| -------------------- | ----------------- | --------- | ---------- | ---------------------- | ------------- | ------- |
| Gewonnen challengers |                   |           |            |                        |               |         |
| 1.                   | 21 februari 1993  | Emden     | Tapijt     | David Engel            | 7-6, 4-6, 6-3 |         |
| 2.                   | 5 november 1995   | Ahmedabad | Gravel     | Eyal Ran               | 6-4, 6-0      |         |
| 3.                   | 16 juni 1996      | Weiden    | Gravel     | Tommy Haas             | 6-3, 3-6, 7-6 |         |
| 4.                   | 22 juni 1997      | Eisenach  | Gravel     | Davide Sanguinetti     | 6-3, 6-1      |         |
| 5.                   | 12 oktober 1997   | Lima      | Gravel     | Oliver Gross           | 4-6, 6-0, 6-4 |         |
| 6.                   | 19 oktober 1997   | Guayaquil | Gravel     | Mariano Zabaleta       | 6-0, 6-3      |         |
| 7.                   | 13 september 1998 | Edinburgh | Gravel     | Jan Frode Andersen     | 6-4, 6-1      |         |

### Dubbelspel
| Nr.                          | Datum             | Toernooi     | Ondergrond | Partner             | Tegenstanders in finale          | Score         | Details |
| ---------------------------- | ----------------- | ------------ | ---------- | ------------------- | -------------------------------- | ------------- | ------- |
| Verloren finales herendubbel |                   |              |            |                     |                                  |               |         |
| 1.                           | 18 juni 1989      | ATP Bologna  | Gravel     | Jörgen Windahl      | Sergio Casal Javier Sánchez      | 2-6, 3-6      | details |
| 2.                           | 11 juli 1993      | ATP Båstad   | Gravel     | Brian Devening      | Henrik Holm Anders Järryd        | 1-6, 6-3, 3-6 | details |
| 3.                           | 2 februari 1997   | ATP Shanghai | Tapijt     | Stefano Pescosolido | Maks Mirni Kevin Ullyett         | 6-7, 7-6, 5-7 | details |
| Gewonnen challengers         |                   |              |            |                     |                                  |               |         |
| 1.                           | 26 november 1989  | München      | Tapijt     | Peter Nyborg        | Jaroslav Bulant Gianluca Pozzi   | 6-2, 1-6, 7-6 |         |
| 2.                           | 22 september 1991 | Boekarest    | Gravel     | Lars Koslowski      | Gheorghe Cosac Florin Segărceanu | 6-3, 2-6, 6-3 |         |
| 3.                           | 5 juli 1992       | Sevilla      | Gravel     | Christer Allgårdh   | Sergio Cortés César Kist         | 6-3, 6-2      |         |
| 4.                           | 4 september 1994  | Meran        | Gravel     | Simon Youl          | Emanuel Couto João Cunha e Silva | 6-4, 4-6, 6-4 |         |
| 5.                           | 8 oktober 1995    | Syracuse     | Gravel     | Magnus Norman       | Todd Larkham Tom Vanhoudt        | 6-3, 6-4      |         |
| 6.                           | 19 oktober 1997   | Guayaquil    | Gravel     | Gábor Köves         | Diego del Río Mariano Puerta     | 2-6, 6-3, 7-6 |         |

## Resultaten grote toernooien
| Legenda | Legenda                          |
| ------- | -------------------------------- |
| g.t.    | geen toernooi gehouden           |
| l.c.    | lagere categorie                 |
| –       | niet deelgenomen                 |
| G       | uitgeschakeld in de groepsfase   |
| 1R      | uitgeschakeld in de eerste ronde |
| 2R      | uitgeschakeld in de tweede ronde |
| 3R      | uitgeschakeld in de derde ronde  |
| 4R      | uitgeschakeld in de vierde ronde |
| KF      | uitgeschakeld in de kwartfinale  |
| HF      | uitgeschakeld in de halve finale |
| F       | de finale verloren               |
| W       | het toernooi gewonnen            |
| w-v     | winst/verlies-balans             |

### Enkelspel
| grandslamtoernooien |    |   |   |   |    |
| Australian Open     | 2R | – | – | – | 1R |
| Roland Garros       | –  | – | – | – | 1R |
| Wimbledon           | –  | – | – | – | 2R |
| US Open             | –  | – | – | – | –  |

### Dubbelspel
| grandslamtoernooien |    |    |
| Australian Open     | –  | –  |
| Roland Garros       | 2R | 1R |
| Wimbledon           | –  | –  |
| US Open             | –  | –  |